# Alessandria Unione Sportiva 1929-1930
Questa voce raccoglie le informazioni riguardanti l'Alessandria Unione Sportiva nelle competizioni ufficiali della stagione 1929-1930.

## Stagione
Nella stagione 1929-1930 l'Alessandria termina al sesto posto in classifica con 36 punti, (a pari merito con Bologna e Roma) il primo campionato di Serie A della storia, collezionando 14 vittorie, 8 pareggi e 12 sconfitte.
Dopo aver condotto con passo spedito il girone d'andata, concluso al secondo posto con 24 punti, la squadra va incontro a un brusco calo di rendimento nel girone di ritorno, nel quale raccoglie solo 12 punti; comunque, rimane ancora oggi la miglior prestazione della società grigia in un massimo campionato a girone unico, eguagliata un'unica volta due anni dopo (1931-1932).

## Divise
| 1ª divisa |

## Organigramma societario
Area direttiva
- Presidente: Ladislao Rocca
- Presidente Onorario: Felice Bensa
- Consiglieri: A. Canestri, I. De Giorgis, Gianni De Negri, C. Isaia, Antonio Massobrio, G. Nascimbene e Giovanni Ronza

Area organizzativa
- Segretario: Ugo Benzi

Area tecnica
- Allenatore: Carlo Carcano

Area sanitaria
- Massaggiatore: Domenico Assandro

## Rosa
| N. |                   | Ruolo | Calciatore               |
| -- | ----------------- | ----- | ------------------------ |
|    | Italia (bandiera) | P     | Natale Balossino         |
|    | Italia (bandiera) | P     | Giuseppe Rapetti         |
|    | Italia (bandiera) | D     | Felice Costa             |
|    | Italia (bandiera) | D     | Luigi Gallino            |
|    | Italia (bandiera) | D     | Armando Lauro (capitano) |
|    | Italia (bandiera) | D     | Giuseppe Mantelli        |
|    | Italia (bandiera) | C     | Amilcare Baghino         |
|    | Italia (bandiera) | C     | Luigi Bertolini          |
|    | Italia (bandiera) | C     | Michele Borelli          |
|    | Italia (bandiera) | C     | Giuseppe Gandini         |

| N. |                   | Ruolo | Calciatore           |
| -- | ----------------- | ----- | -------------------- |
|    | Italia (bandiera) | C     | Libero Marchina      |
|    | Italia (bandiera) | A     | Umberto Alessio      |
|    | Italia (bandiera) | A     | Mario Autelli        |
|    | Italia (bandiera) | A     | Edoardo Avalle       |
|    | Italia (bandiera) | A     | Ettore Banchero (II) |
|    | Italia (bandiera) | A     | Renato Cattaneo      |
|    | Italia (bandiera) | A     | Carlo Chierico       |
|    | Italia (bandiera) | A     | Giovanni Ferrari     |
|    | Italia (bandiera) | A     | Settimo Gastaldi     |
|    | Italia (bandiera) | A     | Cinzio Scagliotti    |

## Risultati

### Serie A

#### Girone di andata
| Arbitro: | Rovida (Milano) |

|                                   |           |          |
| Alessio 8’ Avalle 53’ Ferrari 75’ | Marcatori | 39’ Volk |

| Alessandria 13 ottobre 1929, ore 15:00 CET 2ª giornata | Alessandria          | 0 – 0 referto | Pro Patria | Campo del Littorio\| Arbitro: \| Mastellari (Bologna) \| |
| Arbitro:                                               | Mastellari (Bologna) |               |            |                                                          |

| Roma 20 ottobre 1929, ore 15:00 CET 3ª giornata | Lazio         | 0 – 0 referto | Alessandria | Stadio della Rondinella\| Arbitro: \| Dani (Genova) \| |
| Arbitro:                                        | Dani (Genova) |               |             |                                                        |

| Arbitro: | Garbieri (Genova) |

|           |           |                                     |
| Lamon 42’ | Marcatori | 16’ Avalle 17’ Ferrari 28’ Cattaneo |

| Arbitro: | Lenti (Genova) |

|                      |           |                                        |
| Ferrari 8’, 66’, 68’ | Marcatori | 20’ Baloncieri 42’ Janni 52’ Libonatti |

| Arbitro: | Caironi (Milano) |

|                      |           |  |
| Caligaris 88’ (aut.) | Marcatori |  |

| Arbitro: | Barlassina (Novara) |

|                        |           |                     |
| Casanova 25’ Notti 76’ | Marcatori | 37’ (aut.) Lombardo |

| Arbitro: | Ciamberlini (Genova) |

|                                          |           |  |
| Avalle 51’ Cattaneo 74’ Ferrari 77’, 89’ | Marcatori |  |

| Arbitro: | Rovida (Milano) |

|                        |           |                          |
| Gatti 18’ Casalino 67’ | Marcatori | 17’ Ferrari 25’ Chierico |

| Arbitro: | Barlassina (Novara) |

|             |           |                         |
| Ferrari 25’ | Marcatori | 20’ Serantoni 54’ Conti |

| Arbitro: | Dani (Genova) |

|  |           |              |
|  | Marcatori | 41’ Cattaneo |

| Arbitro: | Lenti (Genova) |

|           |           |                          |
| Maini 44’ | Marcatori | 54’ Borelli 77’ Marchina |

| Arbitro: | Caironi (Milano) |

|                                                 |           |                      |
| Avalle 27’, 28’ (rig.) Gastaldi 48’ Ferrari 76’ | Marcatori | 8’ (rig.) Castellani |

| Arbitro: | Pessato (Monfalcone) |

|                   |           |            |
| Magnozzi 65’, 79’ | Marcatori | 8’ Ferrari |

| Arbitro: | Giorgi (Milano) |

|                                |           |               |
| Vincenzi 35’ (aut.) Avalle 46’ | Marcatori | 15’ Sallustro |

| Arbitro: | Barlassina (Novara) |

|  |           |                  |
|  | Marcatori | 59’ (aut.) Setti |

| Arbitro: | Malagodi (Ferrara) |

|                            |           |  |
| Lauro 12’ Ferrari 40’, 47’ | Marcatori |  |

#### Girone di ritorno
| Arbitro: | U.Gama (Milano) |

|          |           |             |
| Volk 21’ | Marcatori | 72’ Borelli |

| Arbitro: | Turbiani (Ferrara) |

|                                   |           |  |
| Vigna 49’ Bonivento 58’, 74’, 83’ | Marcatori |  |

| Arbitro: | Guarnieri (Milano) |

|                                            |           |                      |
| Ferrari 16’ Chierico 21’ Cattaneo 30’, 71’ | Marcatori | 47’ Spivach 72’ Foni |

| Arbitro: | Malagodi (Ferrara) |

|                                     |           |                          |
| Avalle 18’, 25’, 87’ Scagliotti 82’ | Marcatori | 10’ Vecchina 88’ Bedendo |

| Arbitro: | Giorgi (Milano) |

|                  |           |                          |
| Imberti 40’, 90’ | Marcatori | 31’ Cattaneo 64’ Ferrari |

| Arbitro: | Dani (Genova) |

|                               |           |              |
| Balossino 37’ (aut.) Orsi 83’ | Marcatori | 40’ Cattaneo |

| Arbitro: | Carraro (Padova) |

|  |           |                           |
|  | Marcatori | 53’ Banchero 84’ Casanova |

| Arbitro: | Rovida (Milano) |

|                            |           |                |
| Scaltriti 57’ Maffioli 85’ | Marcatori | 35’ Scagliotti |

| Arbitro: | Turbiani (Ferrara) |

|  |           |                           |
|  | Marcatori | 2’ Seccatore 37’ Casalino |

| Arbitro: | Bruna (Venezia) |

|                    |           |  |
| Serantoni 53’, 64’ | Marcatori |  |

| Arbitro: | Turbiani (Ferrara) |

|                          |           |           |
| Cattaneo 72’ Ferrari 86’ | Marcatori | 70’ Rossi |

| Arbitro: | Caironi (Milano) |

|                       |           |                           |
| Ferrari 1’ Avalle 49’ | Marcatori | 19’, 70’ Maini 74’ Busini |

| Arbitro: | Bonello (Venezia) |

|               |           |  |
| Ostromann 43’ | Marcatori |  |

| Arbitro: | Lenti (Genova) |

|                                         |           |                           |
| Cattaneo 6’ Marchina 25’ Scagliotti 52’ | Marcatori | 74’ Magnozzi 79’ Corsetti |

| Arbitro: | U.Gama (Milano) |

|                                   |           |                |
| Ghisi 34’ Sallustro 84’ Vojak 86’ | Marcatori | 37’ Scagliotti |

| Arbitro: | Casetta (Milano) |

|                |           |              |
| Scagliotti 45’ | Marcatori | 5’ Piccaluga |

| Arbitro: | Garbieri (Genova) |

|            |           |              |
| Serdoz 81’ | Marcatori | 69’ Gastaldi |

## Statistiche

### Statistiche di squadra
| Competizione | Punti | In casa | In casa | In casa | In casa | In casa | In casa | In trasferta | In trasferta | In trasferta | In trasferta | In trasferta | In trasferta | Totale | Totale | Totale | Totale | Totale | Totale | DR |
| Competizione | Punti | G       | V       | N       | P       | Gf      | Gs      | G            | V            | N            | P            | Gf           | Gs           | G      | V      | N      | P      | Gf     | Gs     | DR |
| ------------ | ----- | ------- | ------- | ------- | ------- | ------- | ------- | ------------ | ------------ | ------------ | ------------ | ------------ | ------------ | ------ | ------ | ------ | ------ | ------ | ------ | -- |
| Serie A      | 36    | 17      | 10      | 3       | 4       | 37      | 23      | 17           | 4            | 5            | 8            | 18           | 26           | 34     | 14     | 8      | 12     | 55     | 49     | +6 |

### Statistiche dei giocatori
| Giocatore        | Serie A  | Serie A |
| Giocatore        | Presenze | Reti    |
| ---------------- | -------- | ------- |
| U. Alessio       | 4        | 1       |
| M. Autelli       | 10       | 0       |
| E. Avalle        | 33       | 10      |
| A. Baghino       | 1        | 0       |
| N. Balossino     | 28       | -43     |
| E. Banchero (II) | 3        | 0       |
| L. Bertolini     | 29       | 0       |
| M. Borelli       | 8        | 2       |
| R. Cattaneo      | 32       | 9       |
| C. Chierico      | 20       | 2       |
| F. Costa         | 32       | 0       |
| G. Ferrari       | 26       | 17      |
| L. Gallino       | 33       | 0       |
| G. Gandini       | 26       | 0       |
| S. Gastaldi      | 11       | 2       |
| A. Lauro         | 32       | 1       |
| G. Mantelli      | 1        | 0       |
| L. Marchina      | 24       | 2       |
| G. Rapetti       | 6        | -6      |
| C. Scagliotti    | 15       | 5       |